# Lucas Liss
Lucas Liss (Unna, Rin del Nord-Westfàlia, 12 de gener de 1992) és un ciclista alemany especialitzat en la pista encara que també competeix en ruta. El seu èxit més important és el Campionat del món en scratch.
És fill del del també ciclista i medallista olímpic, Lucjan Lis.

## Palmarès en pista
- 2012
  -  Campió d'Europa en Òmnium
  -  Campió d'Alemanya en Òmnium
- 2014
  -  Campiona d'Europa sub-23 en Òmnium
- 2015
  -  Campió del món en Scratch
- 2016
  -  Campió d'Alemanya en Persecució per equips (amb Leif Lampater, Maximilian Beyer i Marco Mathis)
- 2017
  -  Campió d'Alemanya en Scratch
  -  Campió d'Alemanya en Persecució per equips (amb Theo Reinhardt, Kersten Thiele i Domenic Weinstein)

### Resultats a laCopa del Món en pista
- 2012-2013
  - 1r a Glasgow, en Òmnium
- 2014-2015
  - 1r a Guadalajara, en Òmnium

## Palmarès en ruta
- 2010
  - Vencedor d'una etapa de la Volta a la Baixa Saxònia júnior
- 2016
  - Vencedor d'una etapa al Tour de Normandia